# Brachyhypopomus bombilla
Brachyhypopomus bombilla, denominada comúnmente bombilla, es una especie de peces de agua dulce de la familia Hypopomidae. Se distribuye en aguas templado-cálidas del sudeste de América del Sur, siendo registrada en el nordeste de la Argentina y en el Uruguay. La especie alcanza una longitud total de 15,4 cm.

## Taxonomía
Esta especie fue descrita originalmente en el año 2006 por los ictiólogos Marcelo Loureiro Barrella y Ana Silva.
Etimología
Brachyhypopomus viene del griego, donde brachys significa 'corto', hipo significa 'bajo', y poma significa 'cubierta'. El término específico bombilla es en memoria de Pablo Errandonea, quien optó por llamar a este pez bombilla, que es el nombre de un implemento de metal utilizado para tomar mate, una infusión muy popular en el Uruguay; el mate junto a la bombilla poseen una forma que se asemeja a la forma del cuerpo de esta especie.
Localidad tipo
- «Arroyo Cuarto Palmas, sistema de laguna de los Patos-Merín, Ruta 15, kilómetro 268, Rocha, Uruguay.»

## Distribución
En el Uruguay habita en la cuenca del sistema Los Patos-Merín y en la cuenca del Plata, en afluentes del río Uruguay medio.
En la Argentina habita en el este, con registros en la cuenca del río Paraná medio, en la zona costera de la laguna Galarza y el río Corriente, ambas localidades en los esteros del Iberá, provincia de Corrientes. También se ha encontrado esta especie en el arroyo Las Mangas, en el parque nacional Predelta, ubicado en la margen izquierda del curso inferior del río Paraná, provincia de Entre Ríos.